# 모글리 (프로게이머)
모글리(본명: 이재하, 1998년 4월 14일 ~ )는 대한민국의 전직 리그 오브 레전드 프로게이머이다. 현재 프로게임단의 지도자로 활동하고 있다. 선수 시절 아이디는 Mowgli이며 포지션은 정글이였다. 현재 한화생명 e스포츠의 코치이다.

## 선수 시절
2017시즌을 앞두고 아프리카 프릭스에 입단하면서 프로 커리어를 시작했다. 2017 스프링 시즌에서는 스피릿과 번갈아가면서 출전했다. 서머 리그에서도 스피릿과 번갈아가면서 출전했다.
2018 스프링 시즌에서도 스피릿과 번갈아가면서 출전했다. 롤드컵 2018에서는 서브 멤버로 참가했다. 롤드컵에서도 교체로 출전을 기록했다.
2019시즌을 앞두고 팀 바이탈리티에 입단했다. 스프링 시즌에서 팀의 주전으로 활동하면서 좋은 모습을 보여주었다. 서머 시즌에서는 좋지 못한 모습을 보여주었다.
2020시즌에서는 2군으로 강등되었으며 2020시즌 종료 후 팀에서 퇴단했다.
2021시즌을 앞두고 T1의 2군팀에 입단했다. 케스파컵에서는 좋지 못한 모습을 보여주었다. 스프링 시즌에서는 좋은 모습을 보여주면서 팀의 2군리그 우승에 기여했다. 서머 시즌에서는 좋지 못한 모습을 보여주었다. 2021시즌 종료 후 팀에서 퇴단했다. 이후 DRX의 코치로 부임하면서 선수 생활을 마무리했다.

## 지도자 생활
2022시즌을 앞두고 DRX의 코치로 부임했다. 리그 오브 레전드 월드 챔피언십 2022에 코치로 참가하였으며 팀의 첫번째 월즈 우승에 기여했다. 2022시즌 종료 후 DRX와의 계약이 종료되며 코치직에서 물러났다.
2023시즌을 앞두고 한화생명 e스포츠의 코치로 선임되었다.

## 소속팀

### 선수
| # | 팀명            | 소속 기간             | 소속 리그 | 비고 |
| - | --------------- | --------------------- | --------- | ---- |
| 1 | 아프리카 프릭스 | 2016.12.15~2018.11.20 | LCK       |      |
| 2 | 팀 바이탈리티   | 2018.11.28~2020.11.17 | LEC       |      |
| 3 | T1              | 2020.12.09~2021.11.16 | LCK       |      |

### 지도자
| # | 팀명             | 직책 | 소속 기간             | 소속 리그 | 비고 |
| - | ---------------- | ---- | --------------------- | --------- | ---- |
| 1 | DRX              | 코치 | 2021.12.04~2022.11.22 | LCK       |      |
| 2 | 한화생명 e스포츠 | 코치 | 2022.11.30~           | LCK       |      |

## 수상 내역

### 선수
- 리그 오브 레전드 챔피언스 코리아 스프링 2018 준우승
- 리그 오브 레전드 월드 챔피언십 2018 8강
- LCK 챌린저스 리그 스프링 2021 우승

### 지도자
- 리그 오브 레전드 월드 챔피언십 2022 우승